# دبوسي إفريقي
دبوسي أفريقي (الاسم العلمي: Claviceps africana) هو نوع من الفطريات يتبع جنس الدبوسي من الفصيلة الدبوسية (فطر).